# Lucie Kodišová
Lucie Kodišová je česká historička umění a kurátorka Národního muzea.
Absolvovala obor Dějiny křesťanského umění na Katolické teologické fakultě Univerzity Karlovy diplomovou prací na téma Zlatnické přírůstky svatovítského chrámového pokladu v lucemburské době. Jako jedna z mála českých historiků umění se odborně zaměřuje na středověké zlatnictví a gemologii, dále též na církevní užité umění a dějiny šperku. V současné době pracuje jako kurátorka sbírky šperků, varií a nábytku v Oddělení starších českých dějin Národního muzea.
V letech 2018–2019 byla místopředsedkyní synodní rady Starokatolické církve v ČR, což je v této církvi nejvyšší funkce obsazovaná z řad laiků.